# 阿爾哈哈瓦山
15°01′51″S 72°23′22″W / 15.03083°S 72.38944°W
阿爾哈哈瓦山（Aljajahua），是秘魯的山峰，位於該國南部阿雷基帕大區，由康德蘇約斯省的卡亞拉尼區負責管轄，屬於萬索山脈的一部分，海拔高度4,800米。